# Parque forestal de Gongqing
Parque forestal de Gongqing  (en chino: 上海共青森林公园; pinyin: Shànghǎi Gòngqīng Sēnlín Gōngyuán) es el segundo parque más grande de la ciudad de Shanghái, en la República Popular de China. Se encuentra en el distrito de Yangpu en la sección norte de la ciudad. Como actualmente no hay conexión de metro, el parque es accesible en taxi o autobús sólo, así que es un poco menos concurrida que el Parque del siglo (世纪公园), el mayor parque de la ciudad.